# Il fantasma del Megaplex
Il fantasma del Megaplex (Phantom of the Megaplex) è un film per la televisione del 2000. È basato sull'opera di teatro Il fantasma dell'Opera. È descritto dalla critica come un mix di risate e brividi per la famiglia. Il personaggio principale, interpretato da Taylor Handley, è Pete Riley, il diciassettenne vicedirettore del teatro. Egli deve fare i conti con le attrezzature che non funzionano, il personale che scompare, una macchina da popcorn rotta, oltre ad altri grattacapi. Il ragazzo indaga per verificare se i problemi sono una coincidenza o il risultato di un sabotaggio da parte un misterioso "fantasma".
Il dirigente del teatro è interpretato da Rich Hutchman, mentre Ricky Mabe, Julia Chantrey, Joanne Boland, JJ Stocker, e Lisa Ng impersonano gli altri dipendenti del teatro. Caitlin Wachs e Jacob Smith interpretano i fratelli più piccoli del protagonista, e Heather e Jennifer Bertram appaiono come la sua ragazza e la sua amica.
In Italia è stato trasmesso su Disney Channel il 31 ottobre 2001.

## Trama
Pete è un ragazzo che lavora metà giornata nel cinema della città in cui vive. Ben presto Pete e tutti i suoi amici vengono a conoscenza del fatto che presto si terrà proprio nel cinema in cui lavora il ragazzo, un'importante anteprima di un film di Hollywood. Pete però sospetta che qualcuno voglia sabotare la serata.

## Cast
- Taylor Handley: Pete Riley
- Jacob Smith: Bryan Riley
- Caitlin Wachs: Karen Riley
- Corinne Bohrer: Mrs. Riley
- Mickey Rooney: Movie Mason
- Rich Hutchman: Shawn MacGibbon
- Colin Fox: George Nedermeyer
- Ellen-Ray Hennessy: Tory Hicks
- Carlo Rota: Tyler Jesseman
- Eric Hempsall: Lamonica
- Ricky Mabe: Ricky "Rules"
- Julia Chantrey: "Scary" Terri,
- Joanne Boland: Hilary "Honey"
- J.J. Stocker: "Question" Mark
- Lisa Ng: "Racy" Lacy
- Joe Pingue: Merle
- Heather Bertram: Caitlin
- Jennifer Bertram: Lisa
- Jeff Berg: Donny